# 명림어수
명림어수(明臨於漱, ? ~ 254년)는 고구려 동천왕, 중천왕 때의 국상(國相)이다.
초대 국상인 명림답부(明臨答夫)와 성씨가 같은 것을 보아 연나부(椽那部)의 명림(明臨)씨 출신으로 추정된다.

## 생애
230년(중천왕 7) 국상이었던 고우루(高優婁)가 죽자, 그의 뒤를 이어 국상에 임명되었다.
중천왕(中川王) 때인 250년(중천왕 3)에는 왕명을 받아 군사 문제에도 관여했고, 254년(중천왕 7) 사망하여 음우(陰友)가 국상의 자리를 승계했다.

## 같이 보기
- 명림답부
- 명림홀도